# キノコ♥キノコ
『キノコ♥キノコ』は、みを・まことによる日本の漫画作品。

## 概要
1972年の「りぼん」（集英社）増刊号での掲載を経て、同年12月号から「りぼん」本誌での連載が始まり、同誌1979年3月号まで続いた。単行本は、りぼんマスコットコミックス（集英社）より全5巻が刊行されている。
4コマ漫画であるが、少女漫画の多くに見られるように恋愛の要素も取り入れている。話によっては5コマを超えるものもあるが、それでも長くて8コマ程度であり、短い。「りぼん」本誌でカラーページになったこともある。
話の内容は、擬人化されたキノコの、キノコの村での日常生活を描いたものとなっている。正月やバレンタインデーなど、季節感のある話も多くある。登場人物のイラストには、体に名前の頭文字が描かれており、人物の見分けがつきやすい。

## 登場人物
かっこ内はイラストに描かれている頭文字。
ルーム(R)
主人公。男。失敗することも多いが、優しいところがある。マッシュとは大親友。
マッシュ(M)
男。大雪の日にルームに助けてもらったことがきっかけで、ルームと仲良くなる。
スミカ(S)
女。ルームたちとよく遊んでいる。
キッコ(K)
女。スミカとは仲が良い。ルームたちともよく遊んでいる。
ドクター(Dr.)
男。村の医者。独身。ルームたちとよく交流しており、ときには病気を診ることもある。

## コミックス
長らく絶版となっていたが、2007年に朝日ソノラマの「ソノラマコミック文庫」から全2巻が刊行された。